# اسپرینگ گلن (یوتا)
اسپرینگ گلن (به انگلیسی: Spring Glen) یک منطقهٔ مسکونی در ایالات متحده آمریکا است که در شهرستان کربن، یوتا واقع شده‌است. اسپرینگ گلن ۸٫۸ کیلومتر مربع مساحت و ۱٬۱۲۶ نفر جمعیت دارد و ۱٬۷۵۵٫۹۷ متر بالاتر از سطح دریا واقع شده‌است.